# El Harrach Centre (metropolitana di Algeri)
El Harrach Centre è una stazione della linea 1 della metropolitana di Algeri, situata nel comune di El Harrach.
La stazione di El Harrach Centre si trova sotto il corso del Congresso di Soummam, vicino al mercato di El Harrach.

## Storia

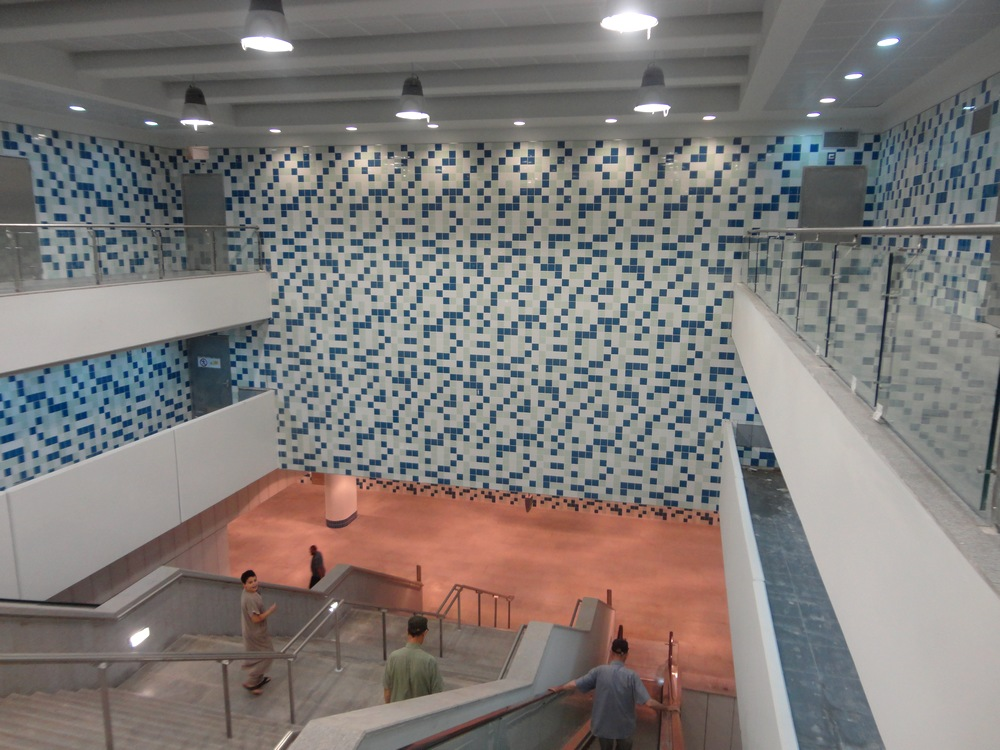
Discesa verso la biglietteria (2015).

La stazione fa parte dell'estensione B della linea 1 della metropolitana di Algeri, inaugurata il 4 luglio 2015.

## Strutture e impianti
È una stazione sotterranea a 4 binari, due per ogni senso di marcia, serviti da due banchine laterali per ciascun lato.

## Servizi
La stazione ha tre uscite tra il corso del Congresso di Soummam e la sede dell'APC a El Harrach. È dotata di un ascensore per le persone a mobilità ridotta.

## Interscambi
- Bus ETUSA, linee 1, 5, 80, 82, 102, 122, 123, 124, 608, 623, 643, 681, 684, 692, 693, 694, 695, 696, 700 e 719.[3]